# Фита (Верона)
Фита је насеље у Италији у округу Верона, региону Венето.
Према процени из 2011. у насељу је живело 126 становника. Насеље се налази на надморској висини од 279 м.